# Horst Keitel
Horst Keitel (* 22. Juni 1927 in Meisdorf; † 5. November 2015 in Berlin) war ein deutscher Schauspieler und Synchronsprecher.

## Leben
Keitel erhielt sein erstes Engagement als Bühnenschauspieler 1946 in Heiligenstadt, wo er bis 1951 unter Vertrag blieb. Weitere Theaterstationen waren Greifswald, Altenburg, Berlin und Hamburg. Daneben war Keitel umfangreich für Film und Fernsehen tätig; er erlangte insbesondere durch seine Serienrollen große Popularität. So spielte er in 13 Folgen der Serie Förster Horn den Forstassistenten Mattner wie auch in 39 Folgen der Krimi-Serie Im Auftrag von Madame den Sprachwissenschaftler und Gelegenheitsagenten Homer Halfpenny. Seine bekannteste Rolle war die des kauzigen Rechtsanwalts Reginald Prewster als Aufpasser von Percy Stuart (Claus Wilcke), den er in 52 Folgen bei seinen Abenteuern begleitete, wodurch dieser in den exklusiven Excentric-Club aufgenommen zu werden hoffte. Für letztgenannte Rolle erhielt Keitel 1970 einen Bambi in Silber.
Des Weiteren arbeitete Keitel regelmäßig als Synchronsprecher. Er war unter anderem die deutsche Stimme von John Carradine in Jesse James und Rache für Jesse James sowie von „Q“ (Desmond Llewelyn), dem Trickspezialisten von James Bond, in Im Geheimdienst Ihrer Majestät. Außerdem war Keitel als Hörspielsprecher tätig (u. a. in Kleine Hexe Klavi-Klack).
Horst Keitel war verheiratet mit Herta Kravina, mit der er oft gemeinsam auf der Bühne stand. Das Ehepaar wurde am 6. November 2015 tot in seiner Wohnung in Berlin-Charlottenburg aufgefunden. Nach den polizeilichen Ermittlungen starben sie durch gemeinsamen Suizid.

## Filmografie (Auswahl)
- 1956: Tischlein deck dich!
- 1956: Ein Mann muß nicht immer schön sein
- 1958: Ihr 106. Geburtstag
- 1960: Oben und unten
- 1960: Lebensborn
- 1960: Ich schwöre und gelobe
- 1963: Meine Frau Susanne (Fernsehserie, 2 Folgen)
- 1963: Privatdetektiv Harry Holl (Fernsehserie, mehrere Folgen)
- 1964: Vorsicht Mister Dodd
- 1966: Das Millionending (Fernseh-Zweiteiler)
- 1966: Förster Horn (Fernsehserie, 13 Folgen)
- 1969–1970: Luftsprünge (Fernsehserie)
- 1969–1972: Percy Stuart (Fernsehserie, 39 Folgen)
- 1970: Polizeifunk ruft (Fernsehserie) – Mit 100 Karat durch die Wand
- 1970: Ohrfeigen
- 1972–1975: Im Auftrag von Madame (Fernsehserie, 39 Folgen)
- 1973: Hausfrauen Report international
- 1975: Beschlossen und verkündet (Fernsehserie, mehrere Folgen)
- 1977: Es muß nicht immer Kaviar sein (Fernsehserie)
- 1978: Medienklinik (TV-Miniserie)
- 1979: Ein Mann für alle Fälle (Fernsehserie)
- 1982: St. Pauli-Landungsbrücken (Fernsehserie)
- 1982: Mein Bruder und ich
- 1985: Grand mit 3 Damen
- 1985: Die Schwarzwaldklinik (Fernsehserie)
- 1993: Der Landarzt (Fernsehserie)
- 1993: Böses Blut
- 1994: Großstadtrevier – Der erste Tag (Fernsehserie)
- 1997: Der Kapitän – Zwischen den Fronten